# 형식의 법칙들
형식의 법칙들(Laws of Form)은 영국의 수학자인 G. 스펜서브라운(Spencer-Brown)이 1969년 쓴 책으로, 구성론에서 자주 인용된다.